# Tra Vinh (provincie)
Tra Vinh (vietnamsky Trà Vinh) je provincie na jihu Vietnamu. Žije zde přes 1 milion obyvatel, hlavní město je Tra Vinh.

## Geografie
Provincie leží na jihu Vietnamu v deltě řeky Mekong. Povrch je převážně nížinatý. Sousedí s provinciemi Soc Trang, Vinh Long a Ben Tre.